# التعلق
التعلق (بالإنجليزية: Hung Up)‏ هي الأغنية الأولى للفنانة العالمية مادونا من البومها العاشر اعترافات على حلبة الرقص.
صدرت الأغنية في 17 من أكتوبر من عام 2005 واعتلت القائمة الرئيسية في 40 أو 41 دولة، ودخلت هذه الاغنية قائمة غينيس للارقام القياسية.
الفيديو كليب:
يبدأ الفيديو كليب بدخول مادونا لصالة رقص ومعها مسجل تقوم بتشغيله ثم تبدأ بتغيير ملابسها،بعد ذلك يبدأ الناس في الشارع بسماع الموسيقى والرقص
عليها، وتبدأ مادونا بالغناءوالرقص وهي في الصالة، ثم تصبح فجأة تمشي في الشارع ويبدأ صوت الموسيقى بالإنخفاض ويعود فجأة وتبدأ مادونا بالرقص مع الناس الموجودين معها.